# آرثر روزنفيلد
آرثر روزنفيلد (بالإنجليزية: Arthur H. Rosenfeld)‏‏ (22 يونيو 1926 - 27 يناير 2017)، فيزيائي من الولايات المتحدة الأمريكية. ولد في برمنغهام (ألاباما) .وهو عضواً في الأكاديمية الوطنية للهندسة.

## التعليم
تعلم في جامعة شيكاغو

## مناصب وهيئات
أدار جامعة كاليفورنيا (بركلي).